# Estatina

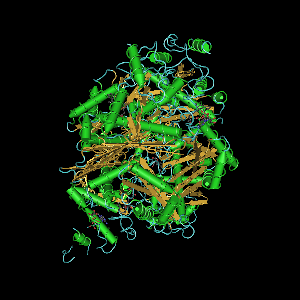
Estructura cristalográfica de la HGM-CoA reductasa unida a la mevastatina, la primera de las estatinas, descubierta por Akira Endo (bioquímico).

En farmacología, se conoce como  estatinas a un grupo de fármacos usados para disminuir el colesterol y los triglicéridos en sus distintas formas, en pacientes que los tienen elevados (por ejemplo, con hipercolesterolemia) y que presentan, por tanto, un mayor riesgo de desarrollar ateroesclerosis y de sufrir episodios de patología cardiovascular. Desde el punto de vista farmacológico, se denominan inhibidores de la HMG-CoA reductasa, aunque de forma genérica y coloquial son más conocidas por el primer nombre. Es precisamente esta inhibición enzimática la que produce la disminución de las lipoproteínas en el organismo y explica su importancia: su intervención positiva sobre los factores de riesgo cardiovascular, que conducen a numerosas patologías cardiovasculares, y que son la principal causa de muerte en el mundo desarrollado.
A pesar de su corta historia (menos de cuarenta años), son muchos miles de estudios los que se han realizado en torno a las estatinas y cientos de miles los pacientes que han tomado estos medicamentos. Esto ha dado lugar a un amplio conocimiento de las características de estos fármacos que ha conducido a la síntesis de nuevas sustancias que mejoraran las propiedades de las anteriores, línea en la que aún se mueve una parte de la investigación farmacéutica. Baste para ello conocer la existencia de sustancias como la Crilvastatina o la BAY X 2678, aún en fase de investigación preclínica. Sin embargo, también ha dado pie a conocer de forma amplia el verdadero perfil toxicológico de cada sustancia. Los estudios de fase IV han desvelado los riesgos del uso de estas sustancias durante largos períodos o en determinadas condiciones basales, lo que ha llevado, entre otras cosas, a la retirada del mercado de algún miembro de la familia debido a su mayor incidencia de efectos secundarios graves.
Como consecuencia de la variabilidad en su origen, las características farmacocinéticas  de las estatinas presentan grandes diferencias. Sin embargo, sus similitudes farmacodinámicas permiten agruparlas para su estudio conjunto de forma natural y útil. En efecto, en cuanto al mecanismo de acción y efectos de las estatinas, y, sobre todo, en lo referente a las consecuencias clínicas de su uso, existe una importante congruencia de grupo, que ha sido ampliamente estudiada. 

## Historia
El hallazgo de las estatinas es una de las manifestaciones que mejor define la moderna farmacología. Inicialmente se definió exactamente la diana terapéutica donde se deseaba actuar: la HMG-CoA reductasa, enzima involucrada en la síntesis del colesterol. Conocida la misma, se inició la búsqueda de sustancias que cumplieran los requisitos exigidos para el bloqueo del receptor hasta que se lograron encontrar las primeras moléculas, que se fueron perfeccionando hasta conseguir las actuales estatinas.
En 1971, se descubrió que la citrinina, una micotoxina, era un potente inhibidor de la HMG-CoA reductasa. Posteriormente, entre 1972 y 1973, se logró aislar desde cultivos de hongos la mevastatina o compactina (sustancia ML-236B), definida como la primera estatina, pero su eficacia para inhibir la HMG-CoA reductasa estaba limitada por su toxicidad. Posteriormente, entre 1978 y 1979, la compañía Merck Research Laboratories desarrolló la lovastatina (mevinolina o monacolina K), que fue autorizada por la FDA para su venta al público en 1987. La mevastatina y la lovastatina se obtuvieron de los hongos Penicillium citrinum y Aspergillus terreus, respectivamente.
Después aparecieron la pravastatina, un metabolito fúngico aislado de cultivos de Nocardia autotrophica, y la fluvastatina, que fue la primera estatina totalmente sintética. Más tarde se sintetizaron la simvastatina, a partir de un producto de la fermentación del Aspergillus terreus y todas las demás, manteniéndose la investigación en esta línea en el momento actual.

## Descripción

### Componentes del grupo
Se han estudiado numerosas moléculas con propiedades inhibidoras de la HMG-CoA reductasa. Hasta el 2008, las estatinas que han ido pasando los diferentes filtros de investigación son, en orden de aparición:
- Lovastatina.
- Simvastatina.
- Pravastatina.
- Fluvastatina.
- Atorvastatina.
- Cerivastatina, retirada del mercado en el 2001 por el laboratorio fabricante (Bayer) debido a su asociación con graves efectos adversos
- Rosuvastatina.
- Pitavastatina.

Todas ellas están reconocidas por la FDA en los Estados Unidos  y la AEM en la Unión Europea.

## Farmacocinética

### Vías de administración
Hasta ahora todas las estatinas desarrolladas se utilizan por vía oral.

### Absorción
Se absorben por vía oral, en un margen variable desde el 30% la lovastatina hasta el 35% de la pravastatina.  
Como norma general las estatinas disminuyen su absorción ante la presencia de alimentos en el estómago. No obstante, las modificaciones en las concentraciones máximas o en las respectivas curvas de asimilación, no tienen repercusión sobre los resultados finales en la modificación de los niveles de colesterol, por lo que en general se aconseja tomarlas a cualquier hora del día y en la mayoría de los casos con o sin alimentos. Igualmente, no parece haber acúmulo debido a dosis múltiples, por lo que es consenso general la toma en dosis única. Las recomendaciones que se hacen de no tomar zumo de pomelo mientras se está en tratamiento con las estatinas es debido a interferencia en el metabolismo, no a alteraciones de la absorción.
En general, la biodisponibilidad de las estatinas es escasa, oscilando entre un 5% de la lovastatina y un 17% de la pravastatina.

### Distribución
La unión a proteínas plasmáticas es variable, pero en líneas generales muy elevada. Salvo el 50% de la pravastatina todas están por encima del 95%. La distribución tisular es amplia, atravesando la barrera hematoencefálica y placentaria, pasando incluso a la leche en mujeres lactantes.
La especificidad hepática de estos fármacos está determinada por su grado de lipofilicidad y por la presencia de unas proteínas transportadoras de aniones orgánicos que permiten que las estatinas más hidrofílicas, como pravastatina y rosuvastatina, entren en el hepatocito. Por otra parte, algunas estatinas pueden inhibir la glucoproteína-p (multidrug resistance protein), una proteína transportadora de muchos fármacos en la célula, por lo que podrían predisponer a interacciones farmacológicas.

### Metabolismo y metabolitos
EL metabolismo es hepático, sufriendo efecto primer paso. 
En la mayoría, existen diferencias en la metabolización respecto al sexo y la edad, pero no las suficientes como para modificar las dosis en ausencia de otras patologías. Parece claro que son sustratos del CYP450: la lovastatina, la simvastatina y la atorvastatina se metabolizan exclusivamente por el CYP3A4, y la fluvastatina lo hace de manera exclusiva por el 2C9. En el caso de la rosuvastatina, sólo un 10% utiliza el CYP2C9 y 2C19. La pitavastatina tiene una baja afinidad por el CYP2C9, por lo que no representa una importante vía de metabolización. La pravastatina no se metaboliza por la vía del citocromo, sino que lo hace a través de unas enzimas presentes en el citoplasma del hepatocito.
Los metabolitos pueden ser derivados hidroxilados, omega o beta-oxidados, metilados o glucuronizados. La actividad farmacológica de los mismos es muy variable. Así, el rango es amplio, desde la lovastatina o simvastatina, que son realmente unas lactonas inactivas farmacológicamente y que realizan su actividad farmacológica a través de sus metabolitos, hasta la fluvastatina, que tiene metabolitos prácticamente inactivos.

### Excreción
En su mayor parte, la excreción es en las heces, debido a su poca absorción. Según cada tipo de estatinas, la excreción renal va de un 2% a un 20%.
A modo de resumen podemos apreciar en la siguiente tabla las diferencias y similitudes entre las estatinas:
| Características farmacológicas de las estatinas |              |              |             |              |               |               |                 |
| Sustancia                                       | Simvastatina | Pravastatina | Lovastatina | Fluvastatina | Atorvastatina | Rosuvastatina | Pitavastatina   |
| Profármacos                                     | SI           | NO           | SI          | NO           | NO            | NO            | NO              |
| Alimentos y absorción                           | No influyen  | Disminuyen   | Aumentan    | Disminuyen   | Disminuyen    | No influyen   | -               |
| Biodisponibilidad                               | ≤ 5          | 18%          | ≤ 5%        | 24%          | 14%           | 20%           | >30%            |
| Unión a proteínas plasmáticas                   | 94%          | 50%          | >95%        | 98%          | 98%           | 88%           | -               |
| Atraviesa barrera hematoencefálica              | SI           | NO           | SI          | NO           | NO            | NO            | SI              |
| Metabolismo                                     | CYP3A4       | Sulfatación  | CYP3A4      | CYP2C9       | CYP3A4        | CYP2C9        | CYP2C9 ; CYP2C8 |
| Excreción biliar                                | 60%          | 70%          | 83%         | 95%          | -             | 90%           | -               |
| Excreción urinaria                              | 13%          | 20%          | 10%         | 5%           | <2%           | 30%           | 3%              |
| Semivida                                        | 2-3 h.       | 0.8 h.       | 1-4 h.      | 2,5 h.       | 20 h.         | 20 h.         | -               |

## Farmacodinámica

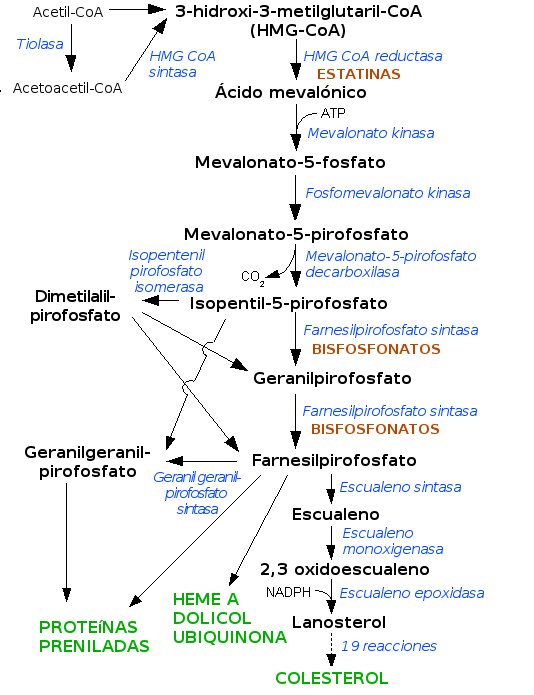
Vía de la HMG CoA reductasa. En rojo, los inhibidores de las reacciones enzimáticas.

### Mecanismo de acción
Las estatinas son inhibidores de la 3-hidroxi-3-metilglutaril-coenzima A reductasa (HMG-CoA reductasa). Esta enzima cataliza un paso esencial de la vía del mevalonato, la conversión de la HMG-CoA a mevalonato, que es un metabolito clave en la biosíntesis de colesterol. Su bloqueo se produce debido al gran parecido estructural que exhiben estos fármacos con el HMG-CoA. La afinidad de las estatinas por la enzima es de 1000 a 10 000 veces la del sustrato natural. En el esquema adjunto puede observarse el nivel de bloqueo de las estatinas así como de otras sustancias en la biosíntesis del colesterol.
La reacción concreta sería:

En la que una molécula de HMG-CoA se reduce mediante la actuación de la HMG-CoA reductasa y la coenzima NADPH dando como resultado mevalonato y CoA. La inhibición de las estatinas se realiza de forma competitiva, parcial y reversible.
El bloqueo de la síntesis hepática del colesterol produce una activación de las proteínas reguladoras SREBP (sterol regulatory elements-binding proteins), que activan la transcripción de proteínas y, por tanto, producen una mayor expresión del gen del receptor de LDL y un aumento en la cantidad de receptores funcionales en el hepatocito.
Por otra parte, se ha demostrado que las estatinas también producen la inhibición del antígeno 1 asociado con la función de los linfocitos (LFA-1:lymphocyte function-associated antigen-1). La LFA-1 es una glucoproteína de la familia de las integrinas expresada por la superficie de los leucocitos. Cuando la LFA-1 es activada por determinados receptores, se une a la molécula de adhesión intracelular-1 (ICAM-1 o CD 54) y estimula la extravasación de los leucocitos y la activación de los linfocitos T. Esto significa que la LFA-1 es un agente proinflamatorio y que su inhibición es beneficiosa en procesos como la artritis reumatoidea y el rechazo de homoinjertos. Se demostró que las estatinas y, en especial, la lovastatina, se unen a un sitio del dominio de LFA-1, actualmente designado sitio de lovastatina. Este es el mecanismo molecular mediante el cual la lovastatina, la simvastatina y, en menor grado otras estatinas, inhiben la LFA-1. Se trataría de uno de los mecanismos antiinflamatorios y, por ende, antiaterogénicos que poseen las estatinas.

### Efectos
De forma resumida,  las consecuencias de la inhibición de la HMG-CoA se pueden agrupar en dos grandes grupos: 
A) Derivadas de la interacción sobre el metabolismo del colesterol 
- Disminuyen los niveles de colesterol total y LDL,[14] sustancias íntimamente relacionadas con la aterosclerosis y el aumento del riesgo cardiovascular.
- Disminuye la densidad de las partículas de LDL, aumentando el tamaño de estas, lo que conlleva una disminución de la aterogénesis.[15]
- La apolipoproteína B también disminuye sustancialmente durante el tratamiento con estatinas.
- Además, algunas estatinas aumentan moderadamente el cHDL y reducen los triglicéridos plasmáticos. Como resultado de estos cambios, el cociente entre colesterol total y colesterol HDL, así como el cociente entre colesterol LDL y colesterol HDL se reducen.[7] Se ha considerado la combinación con fibrato como potenciador de la prevención cardíaca de las estatinas, en especial por no tener vías competitivas de metabolismo.[14]

B) Efectos pleiotrópicos: Aparte de sus efectos sobre el perfil lipídico, las estatinas tienen otros efectos cardiovasculares beneficiosos, especialmente sobre la pared arterial, conocidos como efectos pleiotrópicos y que explicarían el beneficio adicional no atribuible a la reducción del cLDL observado en muchos estudios de intervención.
- Al inhibir la HMG-CoA reductasa, las estatinas interfieren en la formación de isoprenoides a partir del mevalonato.[17] Los isoprenoides son moléculas, como el farnesilpirofosfato (FPP) y el geranilgeranilpirofosfato (GGPP), derivadas del metabolismo del mevalonato, que sirven como etiquetas lipídicas para la modificación postraduccional de una gran variedad de proteínas, incluyendo la subunidad gamma de las proteínas G y las proteínas pequeñas unidoras de GTP. Como consecuencia de esto, la prenilación de las proteínas G (Rho, Rac, Rac1 Rab y Ras) se reduce. La prenilación de estas moléculas es necesaria para su anclaje a la membrana celular y, así, poder ejercer su mecanismo de acción relacionado con la migración, la diferenciación y la proliferación celular. En líneas generales, estimulan vías proinflamatorias e inhiben mecanismos útiles para la homeostasis del endotelio.
- A través de estos potenciales efectos sobre las proteínas celulares, las estatinas pueden tener una serie de propiedades antiateroscleróticas y antitrombóticas, como la inhibición del crecimiento de la célula muscular lisa, la adhesión celular, la activación plaquetaria y la secreción de proteína C reactiva, entre otras.[10]
- El ácido mevalónico, puede actuar, además, en forma directa inhibiendo la síntesis de óxido nítrico (NO), en un proceso dependiente de la inhibición de la genilgeranil transferasa. El NO es una molécula esencial para la adecuada función y vasodilatación del endotelio.
- A esto hay que añadir los efectos resultantes de la inhibición de la LFA-1, lo cual termina incidiendo de forma importante sobre la función endotelial de los vasos sanguíneos.

Estos efectos pleiotrópicos son fuente constante de investigación, dado que pueden ampliar el perfil de uso de las estatinas. Por ello se desarrollan a continuación con más profundidad.

#### Estatinas y función endotelial
Las estatinas mantienen y mejoran la función endotelial al aumentar la biodisponibilidad del óxido nítrico, que es sintetizado por la enzima NO sintetasa (eNOS). El óxido nítrico es el principal regulador de la homeostasis de las arterias y de la vasodilatación endotelio dependiente. Las funciones del NO son, entre otras, la inhibición de mecanismos proinflamatorios y actuar como antioxidante sobre las lipoproteínas. Las estatinas preservan y aumentan la biodisponibilidad del NO de varias formas:
- La inhibición de la proteína Rho aumenta la expresión de la enzima sintetasa de óxido nítrico.
- Aumentando la semivida del RNA mensajero de la enzima sintetasa de óxido nítrico.
- Reduciendo el exceso de caveolina, molécula que actúa como inhibidor de la enzima sintetasa de óxido nítrico.
- Inhibiendo la producción de superóxido.

Al proteger al NO las estatinas disminuyen la agregación plaquetaria y la reducción del tromboxano A2 por parte de las plaquetas y así limitan la formación de la placa inestable. Las estatinas aumentan, además, la expresión del activador tisular del plasminógeno e inhiben la expresión de endotelina-1, un potente vasoconstrictor con acción mitogénica.,

#### Propiedades antioxidantes de las estatinas
La propia acción hipolipemiante reduce de por sí el estrés oxidativo. No obstante, las estatinas tienen mecanismos antioxidantes propios que inhiben la producción del radical anión superóxido. 
El superóxido es sintetizado por la NADPH oxidasa, enzima que se puede activar por la acción del receptor de membrana de la angiotensina II, tipo I (R-AT1). Las estatinas bloquean el R-AT1 y además inhiben la fosforilación de la NADPH oxidasa, inactivándola.,

#### Inhibición de la proliferación del músculo liso
La proliferación del músculo liso es un fenómeno central en la patogénesis de las lesiones vasculares, inclusive la reestenosis postangioplastia, la aterosclerosis postrasplante y la oclusión de los injertos venosos coronarios. Las estatinas bloquean la RhoA, uno de los mediadores de la proliferación del músculo liso.

#### Acción antiinflamatoria
La aterosclerosis tiene un fuerte componente inflamatorio caracterizado por la presencia de monocitos, macrófagos y linfocitos T en la placa. Este proceso es inducido por citoquinas proinflamatorias, radicales libres y déficit de óxido nítrico. Las estatinas, además de aumentar la biodisponibilidad de óxido nítrico inhiben a varias de las citoquinas proinflamatorias. Un marcador de inflamación y también factor pronóstico de riesgo de enfermedad coronaria es la proteína C reactiva (PCR). Se considera que la PCR es también proinflamatoria, ya que al unirse al LDL-C de la placa ateromatosa, activa el complemento e induce la expresión del inhibidor 1 del activador del plasminógeno (PAI-1), reduce la expresión de la eNOS y aumenta la expresión de las moléculas de adhesión., Por lo tanto, es válido suponer que el descenso de los valores plasmáticos de PCR podría ser beneficioso. Los grandes estudios con estatinas, como el AFCAPS/ TexCAPS, mostraron reducción de PCR en sangre. Por su acción antiinflamatoria, las estatinas aumentan la estabilidad de la placa ateromatosa, y gran parte de la disminución de las complicaciones coronarias es atribuible a este mecanismo. Los estudios preclínicos demostraron que las estatinas reducen la acumulación de macrófagos en la placa ateromatosa e inhiben la producción de metaloproteinasas por los macrófagos activados. Las metaloproteinasas tienen la capacidad de degradar proteínas de sostén y por lo tanto son en parte responsables del accidente de placa con formación de trombo.
Clínicamente los efectos de las estatinas conducen a una disminución del riesgo cardiovascular, pudiendo, pues, decir que hay cinco mecanismos por los cuales las estatinas podrían prevenir las enfermedades cardiovasculares:
1. Disminuyendo de forma directa los niveles de colesterol.
2. Mejorando la función endotelial
3. Modulando la respuesta inflamatoria
4. Estabilizando la placa de ateroma
5. Previniendo la formación del trombo

A manera de resumen, el siguiente diagrama muestra los diferentes mecanismos de acción de las  estatinas  y los relaciona con los efectos clínicos.

#### Ensayos clínicos con estatinas
Desde la publicación de estudios como el Framingham Heart, el Seven Countries o el  MRFIT (Multiple Risk Factor Intervention Trial), quedó patente el papel de la hipercolesterolemia como factor de riesgo principal en los episodios de morbilidad y mortalidad de origen cardiovascular.,, Con estudios como el Lipid Research Clinics Coronary Primary Prevention o el Helsinki Heart se demostró que la reducción de colesterol prevenía la aparición de estos eventos cardiovasculares. ,  Esto llevó a la creación del NCEP (National Cholesterol Education Program) en 1987 y a sus recomendaciones sobre el tratamiento de la hipercolesterolemia. Se iniciaron estudios angiográficos para corroborar anatómicamente los hallazgos de estos estudios y comenzaron los estudios con estatinas siguiendo las recomendaciones del NCEP. Desde ese momento han sido numerosos los estudios realizados, destacando los siguientes:
- Estudios en Prevención Primaria:
  - Estudio WOSCOPS (West Of Scotland Coronary Prevention Study), en 6695 pacientes varones y realizado con la pravastatina y con reciente publicación de los resultados a largo plazo.[36]
  - Estudio AFCAPS (Air Force Coronary Atherosclerosis Prevention Study), con 6605 pacientes y realizado con lovastatina.[37]
  - Estudio CARDS (Collaborative Atorvastatin Diabetes Study), con  2838 pacientes tratados con atorvastatina.[38]
  - Estudio CHESS (Comparative HDL Efficacy and Safety Study ), realizado sobre 917 pacientes, comparando la simvastatina con la atorvastatina a altas dosis.[39]
  - Estudio PRINCE (The PRavastatin INflamation/CRP Evaluation), con  1702 pacientes y valoración de los efectos antiinflamatorios de la pravastatina. Incluye un subestudio sobre prevención secundaria.[40]
  - Estudio JUPITER (Justification  for the Use of statins in Primary prevention: an Intervention Trial Evaluating Rosuvastatin), estudio en curso que pretende estudiar en 15000 pacientes la efectividad de la rosuvastatina frente a placebo.[41]
  - Estudio STELLAR (Statin Therapies for Elevated Lipid Levels compared Across doses to Rosuvastatin). Estudio randomizado abierto que compara la eficacia de rosuvastatina frente a atorvastatina, pravastatina y simvastatina a dosis variables en pacientes con hipercolesterolemia primaria.[42]
  - Estudio ADVOCATE (the ADvicor Versus Other Cholesterol-Modulating Agents Trial Evaluation)[43]
  - Estudio ORBITAL (Open label primary care study: Rosuvastatin Based compliance Initiatives linked to achievement of LDL goals). Estudio randomizado, abierto, de 24 semanas de duración que valora la eficacia de rosuvastatina sola o en combinación en pacientes con hipercolesterolemia primaria, según objetivos de colesterol LDL europeos.[44]
  - Estudio FDF (the French-Dutch Fluvastatin study). Estudio randomizado, doble ciego y grupo control, con 431 pacientes con hipercolesterolemia primaria y valoración de los efectos de la fluvastatina sobre los niveles de LDL y HDL.[45]
- Estudios en Prevención Secundaria:
  - Estudio 4S (Scandinavian Simvastatin Survival Study), con 4.444 pacientes con cardiopatía coronaria e hipercolesterolemia.[46],[47]
  - Estudio CARE (Cholesterol and Recurrents Events Study), con 4159 pacientes y utilización de pravastatina.[48]
  - Estudio LIPID (Long-term Intervention with Pravastatin in Ischemic Disease), con 9014 pacientes e igualmente con pravastatina.[49]
  - Estudio de protección cardíaca o HPS  (Heart Protection Study), con un total de 20.536 pacientes y estudio de la simvastatina a dosis de 40 mg/día en 5963 de ellos, en los que redujo el riesgo de enfermedad coronaria y de acontecimientos cardiovasculares totales tanto en los diabéticos con antecedentes de enfermedad coronaria como en los que no tenían el antecedente.[50]
  - Estudio MIRACL (Myocardial Ischemia Reduction with Aggressive Cholesterol Lowering Study), con 3086 pacientes y altas dosis de atorvastatina.[51]
  - Estudio ASCOT-LLA (Anglo-Scandinavian Cardiac Outcomes Trial- Lipid Lowering Arm), con 10305 pacientes y estudio de la atorvastatina.[52]
  - Estudio PROVE IT (Pravastatin or Atorvastatin Evaluation and Infection therapy-Thrombolysis in myocardial Infarction), con 4162 pacientes y comparación de  atorvastatina a altas dosis con pravastatina.[53]
  - Estudio TNT, (Treating to New Targets), con 10001 pacientes y comparación entre altas y bajas dosis de atorvastatina.[54]
  - Estudio 3T (Treat-To-Target Study), con 1087 pacientes con enfermedad cardiovascular y dislipemia, tratados con atorvastatina o simvastatina.[55]
  - Estudio ALLHAT-LLT  (The Antihypertensive and Lipid-Lowering Treatment to Prevent Heart Attack Trial)con 10355 pacientes hipertensos y dislipémicos, usando pravastatina (40 mg al día).[56]
  - Estudio COMETS (COmparative study with rosuvastatin in subjects with METabolic Syndrome). Estudio randomizado, doble ciego de 12 semanas de duración que compara el efecto de la rosuvastatina frente a atorvastatina y placebo sobre los niveles de colesterol LDL en pacientes con síndrome metabólico y riesgo cardiovascular a 10 años inferior al 10%.[57]
  - Estudio ECLIPSE (An Evaluation to Compare Lipid lowering effects of rosuvastatin and atorvastatin In force titrated subjects: a Prospective Study of Efficacy and tolerability). Estudio randomizado de 24 semanas de duración que compara la eficacia de rosuvastatina y atorvastatina en pacientes con hipercolesterolemia primaria y riesgo cardiovascular a los 10 años superior al 20%.[58]
  - Estudio EXPLORER (EXamination of Potential Lipid-modifying effects Of Rosuvastatin in combination with Ezetimibe versus Rosuvastatin alone). Ensayo randomizado abierto de 6 semanas de duración que compara la eficacia de rosuvastatina en combinación con ezetimiba frente a rosuvastatina sola en pacientes con hipercolesterolemia y riesgo cardiovascular a los 10 años superior al 20%.[59]
  - Estudio MERCURY I (Measuring Effective Reductions in Cholesterol Using Rosuvastatin therapY I). Estudio randomizado abierto de 16 semanas de duración que compara la eficacia y la seguridad de rosuvastatina frente a atorvastatina, pravastatina y simvastatina en pacientes con hipercolesterolemia primaria, siguiendo los parámetros europeos.[60]
  - Estudio MERCURY II (Measuring Effective Reductions in Cholesterol Using Rosuvastatin therapY II). Estudio randomizado abierto de 16 semanas de duración que compara la eficacia y la seguridad de rosuvastatina frente a atorvastatina y simvastatina en pacientes con hipercolesterolemia primaria, siguiendo los parámetros de la NCEP ATP III.[61]
  - Estudio PULSAR (Prospective study to evaluate the Utility of Low doses of the Statins Atorvastatin and Rosuvastatin). Estudio randomizado abierto que compara la seguridad y eficacia de rosuvastatina  y atorvastatina a bajas dosis en pacientes con hipercolesterolemia y riesgo cardiovascular a los 10 años superior al 20%.[62]
  - Estudio POLARIS (Prospective Optimisation of Lipids by Atorvastatin or Rosuvastatin Investigated in high-risk Subjects with hypercholesterolaemia). Estudio randomizado doble ciego de 26 semanas de duración que compara la eficacia y seguridad de la rosuvastatina y la atorvastatina en pacientes con hipercolesterolemia y riesgo cardiovascular a los 10 años superior al 20%.[63]
  - Estudio CORONA  ( COntrolled ROsuvastatin multiNAtional trial in heart failure). Estudio randomizado, doble ciego, que evalúa el efecto de la rosuvastatina en 5011 pacientes con fallo cardíaco de origen isquémico.
  - Estudio AURORA (A study evaluating the Use of Rosuvastatin in patients requiring Ongoing Renal dialysis: an Assessment of survival and cardiovascular events). Estudio randomizado, doble ciego a largo plazo con 2775 pacientes comparando la rosuvastatina frente a placebo.[64]
  - Estudio DISCOVERY (DIrect Statin COmparison of LDL-C Values: an Evaluation of Rosuvastatin therapY). Estudio randomizado, abierto, de 12 semanas de duración, diseñado para evaluar la eficacia de la rosuvastatina frente a otras estatinas en pacientes con hipercolesterolemia primaria según los objetivos europeos de niveles de colesterol LDL.[65]
  - Estudio LUNAR (Limiting UNdertreatment of lipids in ACS with Rosuvastatin). Estudio randomizado, abierto, de 12 semanas de duración que compara rosuvastatina con atorvastatina en pacientes con síndromes coronarios agudos.
  - Estudio URANUS (the Use of Rosuvastatin versus Atorvastatin iN type 2 diabetes mellitUS). Estudio randomizado, doble ciego, que compara en  pacientes diabéticos tipo II la respuesta del colesterol LDL ante el tratamiento con rosuvastatina o atorvastatina.[66]
  - Estudio ANDROMEDA (A raNdomized, Double-blind study to compare Rosuvastatin [10 & 20 mg] and atOrvastatin [10 & 20 Mg] in patiEnts with type II DiAbetes).[67]
  - Estudio CORALL (COmpare Rosuvastatin [10–40 mg] with Atorvastatin [20–80 mg] on apo B/apo A-1 ratio in patients with type 2 diabetes meLLitus and dyslipidaemia).
- Estudios angiográficos:
  - Estudio Post-CABG (Post- Coronary Artery Bypass Grafting Trial), con 1351 pacientes y uso de lovastatina.[68]
  - Estudio AVERT (Atorvastatin versus Revascularizacion Treatment), con 341 pacientes y utilizando la atorvastatina.[69]
  - Estudio REGRESS (The REgression GRowth Evaluation Statin Study), con 600 pacientes y utilizando pravastatina.[70]
  - Estudio ACAPS (the Asymptomatic Carotid Artery Progression Study), con 919 pacientes y estudio de la lovastatina.[71]
  - Estudio CCAIT (Canadian Coronary Atherosclerosis Intervention Trial). 331 pacientes con lovastatina,[72] que dio lugar a un interesante subestudio en mujeres.[73]
  - Estudio PLAC I (Pravastatin, Limitation of Atherosclerosis in the Coronary arteries I), con 408 pacientes.[74]
  - Estudio PLAC II (Pravastatin, Lipids, and Atherosclerosis in the Carotid arteries II), con 151 pacientes y valoración de la pravastatina.[75]
  - EStudio KAPS (Kupio Atherosclerosis Prevention Study), con 447 pacientes tratados con pravastatina.[76]
  - Estudio MARS, (the Monitored Atherosclerosis Regression Study), con 188 pacientes y valoración de la lovastatina.[77]
  - Estudio ASAPS (the Atorvastatin vs. Simvastatin on Atherosclerosis Progression Study), con 325 pacientes.[78]
  - Estudio BCAPS (ß-Blocker Cholesterol-lowering Asymptomatic Plaque Study), con 793 pacientes y fluvastatina, aunque estudia principalmente la efectividad del metoprolol para disminuir la placa de ateroma de la carótida.[79]
  - Estudio CAIUS, (the Carotid Atherosclerosis Italian Ultrasound Study), con 305 pacientes e investigando la pravastatina.[80]
  - Estudio FAST (Fukuoka AtherosclerosiS Trial), con 246 pacientes comparando pravastatina y probucol.[81]
  - Estudio ARBITER(Arterial Biology for the Investigation of the Treatment Effects of Reducing cholesterol), con 141 pacientes en los que se compara atorvastatina y pravastatina.[82]
  - Estudio ARBITER 2 , estudio indirecto en el que se valora la efectividad del tratamiento con niacina asociada a estatinas.[83]
  - Estudio REVERSAL (the REVERSing atherosclerosis with Aggressive Lipid lowering study), comparando pravastatina y atorvastatina en 654 pacientes.[84]
  - Estudio IDEAL (the Incremental Decrease in Endpoints through Aggressive Lipid lowering trial), comparando atorvastatina y simvastatina en 8888 pacientes mayores de 80 años.[85]
  - Estudio SEARCH ( the Study of the Effectiveness of Additional Reductions in Cholesterol and Homocysteine tests), comparando dosis bajas y altas de  simvastatina.
  - Estudio ASTEROID (A Study To Evaluate the effect of Rosuvastatin On Intravascular ultrasound-Derived coronary atheroma burden), Estudio abierto de 24 meses de duración diseñado para evaluar los efectos de rosuvastatina sobre el grosor de la placa de ateroma coronaria en 349 pacientes.[86]  , [87]
  - Estudio METEOR (Measuring Effects on intima media Thickness: an Evaluation Of Rosuvastatin). Estudio randomizado, doble ciego, de 24 meses de duración que evalúa el efecto de la rosuvastatina sobre la placa de ateroma carotídea en pacientes asintomáticos con hipercolesterolemia de bajo riesgo.[88]
  - Estudio ORION (Outcome of Rosuvastatin treatment on carotid artery atheroma:a magnetic resonance Imaging ObservatioN). Estudio randomizado, doble ciego, de 24 meses de duración evalúa el efecto de la rosuvastatina a diferentes dosis sobre la placa carotídea de ateroma en pacientes hipercolesterolémicos asintomáticos.[89]
  - Estudio LIPS (Lescol Intervention Prevention Study).Estudio randomizado, doble ciego con grupo de control, realizado sobre 1658 pacientes con angina de pecho, y valorando la efectividad de la fluvastatina para disminuir el riesgo de eventos cardíacos mayores.[90]
  - Estudio de las 3 provincias. Interesantísimo estudio retrospectivo realizado en 3 provincias de Canadá con 18.637 pacientes con infarto de miocardio previo, en los que se comparó la efectividad de 5 estatinas (atorvastatina, pravastatina, simvastatina, lovastatina y fluvastatina) en la prevención secundaria.[91]
  - Otros estudios angiográficos con estatinas en monoterapia, como el  MAAS, CIS o LCAS.

Otros innumerables ensayos clínicos han sido realizados para intentar demostrar la utilidad de las estatinas en otras patologías, como la osteoporosis, la enfermedad de Parkinson, la enfermedad de Alzheimer, o el shock séptico. , , ,
En el congreso anual de 2008 del American College of Chest Physicians (CHEST 2008, octubre de 2008, Filadelfia), Danai Khemasuwan y su equipo del Albert Einstein Medical Center, presentaron los resultados de un estudio según el cual el tratamiento con estatinas está asociado a una reducción de tromboembolismo venoso, trastorno que incluye la trombosis de vena profunda y el embolismo pulmonar, en pacientes con tumores sólidos en órganos tales como la mama, el pulmón y el colon. Los resultados revelaron que los pacientes que tomaban estatinas tuvieron menos probabilidades de desarrollar tromboembolismo venoso en comparación con el resto (8% frente a 21%). Este efecto fue independiente de otros factores, como tabaquismo, metástasis, quimioterapia utilizada, inmovilidad y uso de ácido acetilsalicílico.

### Interacciones
Las estatinas, como muchos medicamentos, pueden interaccionar con otros medicamentos y sustancias.

#### Interacciones farmacodinámicas
Tanto los fibratos como la niacina (ácido nicotínico) aumentan el riesgo de miopatía asociado a las estatinas. Esto es especialmente importante en el caso del gemfibrozilo, el cual además  de la interacción a nivel de receptor, interfiere con el metabolismo hepático a nivel del CYP3A4.

#### Interacciones farmacocinéticas
Las interacciones más importantes de las estatinas se producen a nivel del metabolismo hepático, ya que  varias de ellas dependen de distintas isoenzimas del CYP450. Así, mientras que la lovastatina,  la simvastatina y la atorvastatina dependen del CYP3A4, y la rosuvastatina depende del CYP2C9, respecto a fluvastatina y pravastatina no se ha definido la enzima implicada, aunque se conocen algunas de sus interacciones farmacocinéticas.  Así, en relación con el metabolismo hepático, nos podemos encontrar las siguientes interacciones de interés:
| Inhibidores. | Inhibidores. | Inductores. |
| Potentes - Antibióticos macrólidos: - Eritromicina - Telitromicina - Claritromicina - Inhibidores de la proteasa: - Saquinavir - Indinavir - Ritonavir - Antifúngicos azólicos: - Ketoconazol - Itraconazol - Fluconazol - Nefazodona | Otros - Bergamotina (componente del zumo de pomelo) - Quercetin - Amiodarona - Aprepitan - Cimetidina - Ciprofloxacino - Ciclosporina - Diltiazem - Imatinib - Equinácea - Enoxacina - Ergotamina - Metronidazol - Mifepristona - Tofisopam - Gestodene - Mibefradil - Inhibidores de la transcriptasa inversa no nucleósidos: - - Efavirenz - Nevirapina - Fluoxetina y otros IRSS - Verapamilo | - Fenobarbital - Carbamazepina - Fenitoína - Rifampicina - Modafinilo - Dexametasona - Felbamato - Glucocorticoides - Griseofulvina - Pioglitazona - Primidona - Topiramato - Troglitazona - Rifabutin |

| Inhibidores.                                            | Inductores.                              |
| - Fluvoxamina - Fluconazol - Ketoconazol - Metronidazol | - Rifampicina - Secobarbital - Fenitoína |

| Otros fármacos que interaccionan con las estatinas. |                                                         |
| Fármaco.                                            | Resultados de la interacción.                           |
| Antiácidos.                                         | Disminuyen la absorción de las estatinas.               |
| Anticoagulantes.                                    | Aumenta la efectividad anticoagulante.                  |
| Resinas de intercambio iónico.                      | Disminuyen la absorción de las estatinas.               |
| Colchicina.                                         | Aumento de la toxicidad de la colchicina.               |
| Glibenclamida.                                      | Aumento de los niveles plasmáticos de la glibenclamida. |
| Anticonceptivos orales.                             | Aumentan hasta un 30% los niveles hormonales en sangre. |

## Uso clínico

### Indicaciones
Dislipemias.
Las estatinas están indicadas como un complemento de la dieta para reducir los niveles elevados de colesterol total, colesterol LDL, Apolipoproteína B, y de triglicéridos; y para aumentar el colesterol HDL en pacientes con:
- Hipercolesterolemia primaria.
- Dislipidemia mixta.
- Hipercolesterolemia familiar homozigótica.
Prevención cardiovascular.
"En personas con bajo riesgo cardiovascular una estatina no reduce la mortalidad por todas las causas ni la morbilidad cardiovascular grave."
- Prevención primaria de eventos coronarios. En los pacientes hipercolesterolémicos sin evidencia clínica de enfermedad coronaria:

- Reducir el riesgo de infarto de miocardio.
- Reducir el riesgo de sufrir procedimientos de revascularización miocárdica.
- Reducir el riesgo de mortalidad cardiovascular sin aumento en la muerte de causas no cardiovasculares.
- Prevención secundaria de eventos cardiovasculares. En los pacientes con evidencia clínica de enfermedades cardiovasculares:[100]

- Reducir el riesgo de mortalidad total mediante la reducción de muerte coronaria.
- Reducir el riesgo de infarto de miocardio.
- Reducir el riesgo de sufrir procedimientos de revascularización miocárdica.
- Reducir el riesgo de accidente cerebrovascular y los ataques isquémicos transitorios (TIA).
- Ralentizar la progresión de la aterosclerosis coronaria.
Tratamiento complementario a la corrección de otros factores de riesgo y otros tratamientos cardioprotectores.

### Efectos adversos
En general, las estatinas son bien toleradas y la tasa de abandono en los ensayos clínicos como consecuencia de cualquier efecto adverso es < 10%, similar a la de los pacientes que toman placebo, y menos del 1% son efectos adversos graves.
El efecto adverso más grave está relacionado con la afección muscular, que puede ir desde las mialgias (dolor muscular proximal y/o debilidad muscular con un valor de creatinquinasa [CK] normal o ligeramente aumentado) hasta formas más graves, como la miopatía (dolor y/o debilidad más la presencia de CK muy elevada, generalmente > 10 veces el valor normal) o la rabdomiólisis (afección muscular grave, con debilidad y dolor muscular, presencia de CK muy elevada, mioglobinuria y fallo renal). En general, la afección más frecuente es la mialgia sin elevación de la CK. Una mención aparte merece la cerivastatina, actualmente retirada del mercado, ya que es la estatina que presentó mayor cantidad de casos graves de miopatía. La tasa de rabdomiólisis fatal asociada al uso de cerivastatina fue al menos 15 veces superior que la producida por otras estatinas, y estuvo relacionada con el uso de dosis altas del fármaco (0,8 mg/día) o bien cuando se administró conjuntamente con gemfibrozilo.
Conforme se han ido sintetizando nuevas moléculas de estatinas se ha ido buscando por una parte mejorar la eficacia terapéutica, pero por otra también el disminuir la aparición de reacciones adversas. Por tanto, la frecuencia de aparición de las mismas ha de tomarse de una forma orientativa, consultando en cada caso las frecuencias a nivel individual.
Para la valoración de las reacciones adversas (RAM) tendremos en cuenta los criterios de la CIOSM.
| Reacciones adversas a las estatinas. |                  | |
| Sistema implicado.                   | Grupo CIOSM.     | Tipo de reacción. |
| Trastornos gastrointestinales.       | Frecuentes.      | Estreñimiento, flatulencia, dispepsia, náuseas, diarrea.                                                                              |
| Trastornos gastrointestinales.       | Poco frecuentes. | Anorexia, vómitos. |
| Trastornos gastrointestinales.       | Raras.           | Hepatitis, ictericia colestática. |
| Trastornos gastrointestinales.       | Muy raras.       | Insuficiencia hepática. |
| Trastornos del sistema nervioso.     | Frecuentes.      | Dolor de cabeza, mareo, parestesias, hipoestesia.                                                                                     |
| Trastornos del sistema nervioso.     | Poco frecuentes. | Neuropatía periférica. |
| Trastornos del sistema nervioso.     | Muy raras.       | Disgeusia. |
| Piel y anejos.                       | Frecuentes.      | Erupción cutánea, prurito. |
| Piel y anejos.                       | Poco frecuente.  | Urticaria. |
| Piel y anejos.                       | Muy raras.       | Edema angioneurótico, erupción ampollosa (incluyendo eritema multiforme, síndrome de Stevens-Johnson y necrólisis epidérmica tóxica). |
| Trastornos musculoesqueléticos.      | Frecuentes.      | Mialgias, artralgias. |
| Trastornos musculoesqueléticos.      | Poco frecuentes. | Miopatía. |
| Trastornos musculoesqueléticos.      | Raras.           | Miositis, rabdomiolisis, calambres musculares.                                                                                        |
| Trastornos musculoesqueléticos.      | Muy raros.       | Rotura tendinosa. |
| Trastornos endocrinos.               | Poco frecuentes. | Alopecia, hiperglucemia, hipoglucemia, pancreatitis.                                                                                  |
| Psiquiátricos.                       | Frecuentes.      | Insomnio. |
| Psiquiátricos.                       | Poco frecuentes. | Amnesia. |
| Trastornos generales.                | Frecuentes.      | Astenia, dolor torácico, dolor de espalda, edema periférico, fatiga.                                                                  |
| Trastornos generales.                | Poco frecuentes. | Malestar, aumento de peso. |
| Varios.                              | Frecuentes.      | Reacciones alérgicas. |
| Varios.                              | Poco frecuentes. | Trombocitopenia, acúfenos, impotencia.                                                                                                |
| Varios.                              | Muy raras.       | Alteraciones visuales o auditivas, ginecomastia, anafilaxia.                                                                          |

Un estudio, publicado en el número del 31 de julio de 2007 en el Journal of the American College of Cardiology, ha sacado a la luz otra sorprendente asociación epidemiológica: los bajos niveles de colesterol LDL se asocian con un mayor riesgo de cáncer.[cita requerida] Es tan sorprendente que deberá ser contrastada, sobre todo teniendo en cuenta grandes metaanálisis realizados y que obtuvieron resultados totalmente distintos.

### Contraindicaciones
Serán contraindicaciones absolutas:
- Hipersensibilidad a cualquier estatina  o a algunos de los excipientes de las presentaciones comerciales.
- Hepatopatía activa o elevaciones persistentes e inexplicables de las transaminasas séricas
- Embarazo y lactancia.
- Administración concomitante de inhibidores potentes de la CYP3A4 (itraconazol, ketoconazol, inhibidores de la proteasa del HIV, eritromicina, claritromicina, telitromicina y nefazodona) o del CYP2C9. (Contraindicación relativa en estatinas no dependientes del CYP450).

Serán contraindicaciones relativas (se puede tomar pero será necesario un especial control médico):
- Ancianos (edad > 70 años).
- Insuficiencia renal.
- Hipotiroidismo sin controlar.
- Antecedentes personales o familiares de trastornos musculares hereditarios.
- Antecedentes de toxicidad muscular con una estatina o un fibrato.
- Alcoholismo.
- Administración concomitante de inhibidores débiles de la CYP3A4.

### Presentaciones
La mayoría de las presentaciones son en forma de comprimidos. En algunos casos estos son recubiertos. La fluvastatina tiene una presentación de liberación retardada.
Dadas las características fisicoquímicas de las estatinas, entre los excipientes habituales nos podemos encontrar:
- Gelatina,
- Estearato de magnesio,
- Celulosa microcristalina, (E-460 I)
- Almidón pregelatinizado (maíz),
- Lauril sulfato de sodio,
- Talco,
- Dióxido de titanio, (E171)
- Óxido de hierro rojo, (E172)
- Óxido de hierro amarillo, (E172)
- Óxido de hierro negro,
- Alcohol bencílico,
- Butilparaben, metilparaben y propil paraben.
- Carboximetilcelulosa de sodio, (E468)
- Fosfato de calcio edetate, (E540)
- Dióxido de silicio,
- Propionato de sodio. (E281)
- Bicarbonato de potasio, (E501)
- Povidona, (E1201)
- Polietileno glicol 8000.